# Z11 Bernd von Arnim
Z11 Bernd von Arnim var en tysk jagare under andra världskriget i klassen Zerstörer 1934A som deltog i invasionen av Norge och lyckades under operationen vid Narvik att sänka det norska pansarskeppet Norge och hjälpte också till att sänka den brittiska jagaren HMS Hardy.
Fartyget kölsträcktes vid Germaniawerft i Kiel, 26 april 1935 och sjösattes 8 juli 1936 för att vara i full bruk 6 december 1938. Det sänktes av den egna besättningen den 13 april 1940